# De tal pare, tal fill
De tal pare, tal fill (そして父になる, Soshite Chichi ni Naru) és una pel·lícula dramàtica japonesa del 2013 editada, escrita i dirigida de Hirokazu Koreeda, protagonitzada per Masaharu Fukuyama en el seu primer paper de pare. Es va estrenar el 18 de maig de 2013 al 66è Festival Internacional de Cinema de Canes, on va ser nominat a la Palma d'Or. Després de la projecció, el públic va rebre la pel·lícula amb una ovació de peu de deu minuts i el director Kore-eda i Fukuyama es van emocionar fins que els van saltar les llàgrimes. Durant la cerimònia del 25 de maig de 2013, va guanyar el Premi del Jurat i una menció del Jurat Ecumènic. El premi va provocar una resposta important al Japó, i l'estrena a les sales nacionals es va avançar una setmana, el 28 de setembre de 2013.
La pel·lícula també es va projectar al Festival Internacional de Cinema de Toronto de 2013, i va guanyar tant el premi Rogers People's Choice al Festival Internacional de Cinema de Vancouver de 2013 i el premi de l'audiència Wuaki.TV al Festival Internacional de Cinema de Sant Sebastià 2013. Ha estat doblada i subtitulada al català.

## Trama
Ryōta Nonomiya és un arquitecte d'èxit que se centra tant en el treball que descuida la seva dona, Midori, i el seu fill, Keita. En tornar a casa un dia, en Midori li diu que l'hospital on va néixer Keita necessita parlar amb ells urgentment, i Ryōta nota problemes. Després d'arribar a l'hospital, la parella s'assabenta que el seu fill biològic Ryūsei va ser canviat per Keita al néixer, i després que les proves d'ADN demostren l'error, ara han de prendre una decisió que els canvia la vida per mantenir Keita, el nen que van criar com a propi. fill, o canviar-lo pel seu fill biològic.
Ryōta i Midori aviat es troben amb l'altra parella, Yukari i Yūdai Saiki, gent d'un poble petit que no té els diners i l'impuls que posseeix Ryōta, però que entenen millor la importància dels vincles entre fills i pares. Comparteixen fotos, i per primera vegada, Ryōta i Midori veuen el seu fill biològic, Ryūsei. Després de diverses reunions, decideixen intercanviar nens un dissabte. Després de diverses reunions més, finalment decideixen intercanviar nens de manera permanent. Els quatre pares tenen dificultats per acceptar la pèrdua dels seus fills anteriors, i l'absència dels pares que coneixien fa que els dos nois es tanquin emocionalment, culminant amb què Ryūsei fugi de casa dels Nonomiya i torni a casa dels Saiki. Ryōta agafa en Ryūsei i el porta a casa.
Ryōta i Midori comencen a relacionar-se amb Ryūsei, que també es troba bé amb ells. No obstant això, mentre repassa les fotos a la seva càmera, Ryōta descobreix una memòria cau de fotos d'ell mateix, majoritàriament dormint, que en Keita va fer, i es posa a plorar. Ryōta ara entén els errors de les seves maneres. Els tres tornen a la família Saiki, però en Keita fuig de Ryōta. Mentre el segueix, Ryōta demana disculpes a Keita, i els dos s'esmenen. La pel·lícula acaba amb els dos tornant a casa dels Saiki, i ambdues famílies entren a casa.

## Repartiment
- Masaharu Fukuyama com Ryōta Nonomiya
- Yōko Maki com Yukari Saiki
- Jun Kunimura com Kazushi Kamiyama
- Machiko Ono com Midori Nonomiya
- Kirin Kiki com Riko Ishizeki
- Isao Natsuyagi com Ryōsuke Nonomiya
- Lily Franky com Yūdai Saiki
- Jun Fubuki com Nobuko Nonomiya

## Temes i anàlisi
Tal com va assenyalar Nathan Southern d' AllMovie , la pel·lícula s'enfronta a dos tipus llunyans de famílies japoneses procedents de diferents orígens socials i reflecteix concepcions oposades que coexisteixen a la societat japonesa contemporània. Aquestes dues famílies, com assenyala Mark Kermode a The Observer, s'enfronten al dilema de retenir els fills que tenen criats, a partir dels vincles construïts amb ells al llarg de sis anys, o bé bescanviar-los i començar de nou per la continuïtat del llinatge sanguini.
Southern emfatitza la transformació de Ryōta per fer front a aquesta difícil elecció: primer està convençut de fer l'intercanvi, creient que les afinitats amb el seu fill biològic sorgiran cada cop més evidents en el futur. Tanmateix, després de diverses trobades amb la família Saiki i els enfrontaments amb Yūdai, que li aconsella que no descuidi la seva vida familiar, i després de descobrir fotografies d'ell fetes per Keita mentre dormia, reconeix el seu vincle emocional amb ell.
Southern recorda dues seqüències clau de la pel·lícula, comentant que "Kore-eda té un ull de poeta per als matisos humans": a la primera escena, on Ryōta repassa les instantànies de Keita, comenta que Ryōta "descobreix una part de si mateix que ell mai sabia que existia"; a la segona, on les dues famílies posen casualment juntes per a una foto de grup, és testimoni de com "podem veure les diferències no sols entre els clans: un rígid i ascètic, un altre solt, emocionalment lliure i sense restriccions, sinó entre el tradicional i el concepcions japoneses més modernes de la família."
David Cirone de J-Generation planteja el tema personal d'equilibrar les normes socials amb la llibertat individual, assenyalant que Ryōta està "esquinçat entre les seves pròpies expectatives, les de la seva dona i la seva família, i els suggeriments barrejats d'aquells que l'envolten. tots semblen saber què és el millor per a ell i els nens."

## Recepció

### Taquilla
El cap de setmana d'obertura, la pel·lícula va encapçalar el rànquing nacional amb 253.370 espectadors i una recaptació de 313,3 milions de ¥. La pel·lícula va mantenir la primera posició durant dues setmanes consecutives, amb 1.168.204 espectadors i uns ingressos de taquilla de 1.350 milions de ¥ (13,87 milions de dòlars el 2013) durant els primers 13 dies, inclosos els dies previs al llançament. Va superar els ingressos de 3.000 milions de ¥ l'11 de novembre, el 49è dia d'estrena, un èxit poc comú per a una pel·lícula d'art.
Els ingressos finals de la taquilla nacional reportats el gener de 2014 van ser de 3.200 milions de ¥ (30 milions de dòlars).

### Resposta crítica
De tal pare, tal fill va rebre crítiques majoritàriament positives. Al lloc web de l'agregador de ressenyes de pel·lícules Rotten Tomatoes, té una puntuació d'aprovació del 87%, amb una puntuació mitjana de 7,61 / 10 basada en 100 ressenyes. El consens del lloc diu: "Escrit de manera sensible, dirigit amb intel·ligència i interpretat amb força,  De tal pare, tal fill  utilitza elements que semblen familiars per explicar una història que incita a pensar". Metacritic atorga a la pel·lícula una puntuació de 73 sobre 100, basada en crítiques de 33 crítics, que indica "crítiques generalment favorables".
Andrew Chan del Cercle de Crítics de Cinema d'Austràlia escriu: "Essencialment, De tal pare, tal fill és una d'aquelles pel·lícules rares que mantenen l'audiència profundament i totalment compromesa, plenament emocionada i, finalment, refrescant. En una escala del cinema perfecte, està força a prop." Al web de The American Spectator, Eve Tushnet va escriure que la pel·lícula "té algunes de les marques registrades de Koreeda sorprenents: l'extraordinària actuació dels nens; l'enquadrament simètric i el ritme musical; i el canvia entre plans llargs en què totes les persones es veuen petites i fotos infantils on totes les persones semblen enormes." Andrew Schenker de Slant Magazine va escriure un tèbi revisió, elogiant la cinematografia, però també dient: "La pel·lícula anota tots els seus punts temàtics d'hora [i] es desenvolupa entre línies força normals, arribant a tots els moments esperats i simplement esperant el temps fins que Ryota s'adona de la inevitable bogeria de la seva decisió."
La pel·lícula va ser l'elecció de Joshua Rothkopf a la llista de IndieWire del 2018 de les millors pel·lícules japoneses del segle xxi.

## Remake
DreamWorks Studios ha adquirit els drets de remake de De tal pare, tal fill després que la pel·lícula copsés l'atenció de Steven Spielberg a Canes. Chris i Paul Weitz foren pensats per dirigir-la.